# Гексацианоферрат(II) стронция
Гексацианоферрат(II) стронция — неорганическое соединение,
соль стронция и железистосинеродистой кислоты
с формулой Sr2[Fe(CN)6],
растворяется в воде,
образует кристаллогидраты — жёлтые кристаллы.

## Физические свойства
Гексацианоферрат(II) стронция образует светло-жёлтые кристаллы.
Растворяется в воде.
Образует кристаллогидраты состава Sr2[Fe(CN)6]•n H2O, где n = 8, 15 — жёлтые кристаллы.